# پلترنیتسا
پْلِتِرنیتسا (به کرواتی: Pleternica) شهری در شهرستان پوژگا-اسلاونیا کشور کرواسی است که جمعیت آن در سال ۲۰۱۱ میلادی ۱۱٬۷۰۳ نفر بوده‌است.